# Siebenkäs
Blumen-, Frucht- und Dornenstücke oder Ehestand, Tod und Hochzeit des Armenadvokaten F. St. Siebenkäs im Reichsmarktflecken Kuhschnappel, kurz Siebenkäs, ist ein Roman des deutschen Schriftstellers Jean Paul, der 1796–97 in Berlin veröffentlicht wurde.

## Inhalt
Die ursprüngliche Veröffentlichung von 1796–97 erfolgte in drei „Bändchen“. Der folgende Überblick folgt der Erweiterung, Revision und teilweisen Umstrukturierung der Ausgabe von 1818 in vier „Bändchen“.

### Erstes Bändchen
Der Armenadvokat Firmian Stanislaus Siebenkäs im Reichsmarktflecken Kuhschnappel erwartet seine Braut, die Putzmacherin Lenette Egelkraut, Ratskopistentochter aus Augsburg. Diese kommt unter der Obhut des Schulrats Stiefel an. Zu der anschließenden Trauung erscheint auch Heinrich Leibgeber, Siebenkäsens innigster und bester Freund, gleichsam sein ‚alter ego‘, sowohl innerlich wie auch von Gestalt. Diese Freundschaft ging so weit, dass beide vor Beginn der Romanhandlung ihre Namen getauscht haben, das heißt, Siebenkäs heißt eigentlich Heinrich Leibgeber.
Für die wirtschaftliche Grundlage des ehelichen Haushalts will sich Siebenkäs die mütterliche Erbschaft, 1200 Gulden, von seinem Vormund, dem „Heimlicher“ v. Blaise, auszahlen lassen. Dieser hatte vorab seinem Mündel schriftlich bestätigt, dass der Namenstausch mit Leibgeber für den Erbanspruch nicht schädlich sei. Jetzt, als Siebenkäs seinen Anspruch geltend macht, stellt sich heraus, dass dieser Brief mit sympathetischer Tinte geschrieben ist, die Schrift ist verschwunden, das Blatt ist leer. Blaise wird auch im weiteren Fortgang der Handlung unter Berufung auf den Namenstausch versuchen, die Auszahlung der Erbschaft zu vereiteln. Zunächst aber lebt das Ehepaar von einer Barschaft, die Leibgeber überlassen hat. Über Siebenkäsens Berufsausübung berichtet der Roman wenig. Nur einmal erfährt man, dass er „…eine Silberhütte und ein Pochwerk von sieben gangbaren Prozessen, die voll lauter Silberadern waren,… [hatte]“. Daneben verteidigt er eine Kindsmörderin. Trotz dieser Tätigkeit bleibt die Haushaltskasse stets leer, das Paar lebt von Leibgebers Geldgeschenk.
Juristisch tätig wird Siebenkäs hauptsächlich, wenn er die Klage gegen Blaise auf Herausgabe des Erbes verfasst. Dieser verzögert jedoch die Entscheidung der Erbschaftskammer durch immer neue Gesuche um Fristverlängerung. Dagegen schreibt Siebenkäs täglich mit Begeisterung an einer Satire: Auswahl aus des Teufels Papieren. (In einer Fußnote teilt Jean Paul mit, dass das Buch 1789, also fünf Jahre nach der Romanhandlung, herauskam. Tatsächlich erschien Jean Pauls eigene Satire im Jahr 1789 unter diesem Titel).
Das Ehepaar verkehrt vor allem mit den Hausgenossen. Daneben ist der Schulrat Stiefel ein gern gesehener Gast, der seinen Freund Siebenkäs seit dessen Verheiratung häufiger besucht. Unerbetenen Besuch erhält Lenette von dem Venner Everard Rosa von Meyern, „…ein junger Patrizius, der in Hrn. Heimlichers von Blaise Haus täglich aus und ein ging…“. Dieser, ein aufgeblasener Geck und skrupelloser Schürzenjäger, bedrängt Lenette, während Siebenkäs außer Hauses weilt. Er prahlt damit, dass er in der wegen des Namenstausches aussichtslosen Erbschaftssache für Siebenkäs eintreten könne, wenn Lenette ihm „einen Flock Kopfhaare“ überlasse. Der Schulrat rettet Lenette aus dieser für sie peinlichen Lage und tröstet sie. Wegen des Namenstausches, den Siebenkäs ihr bisher verheimlicht hatte, ist sie verwirrt über der Frage, welcher denn ihr wirklicher Ehenamen sei. Darüber kommt es zu einer ersten Verstimmung zwischen den Eheleuten, während Lenettens Zuneigung zum Schulrat wächst.

### Zweites Bändchen
Eheliche partie à la guerre lautet im ersten Bändchen eine Überschrift des vierten Kapitels. Dieser Krieg setzt sich im zweiten Bändchen fort. Zwischen den Eheleuten kommt es fortwährend zu kleinen Nickligkeiten. Er will an seiner Satire schreiben, wird aber ständig von ihr gestört, weil sie ohne Rücksicht auf ihn – wie er glaubt – wäscht und putzt. Die finanzielle Lage wird immer schlechter. Das letzte Geld von Leibgeber ist verbraucht, die Erbschaftssache kommt nicht voran. Hoffnung setzt Siebenkäs auf sein Buch, mit dem er jedoch – vermeintlich wegen Lenette – nicht weiterkommt, und auf das Andreasschießen. Er hofft, als Schützenkönig stattliche Preise zu gewinnen. Doch bis dahin ist es noch weit. Das Ehepaar lebt davon, seinen Hausrat Stück für Stück zu versetzen. Meist streitet man darüber, was als Nächstes zu entbehren sei. Als Lenette Firmians Verlobungsgeschenk, ein Stoffblumensträußchen, versetzt, ahnt dieser, dass sie sich jetzt innerlich von ihm abgewandt hat. Wenige Tage vor dem Andreasschießen gibt es außer Lenettens Kattun-Trauerkleid nichts mehr zum Verpfänden. Dieses will sie unter keinen Umständen aus der Hand geben. In dieser hoffnungslosen Situation entschließt sich Siebenkäs, sein wertvolles, vom Vater vererbtes Gewehr zu versetzen und am Schützenfest nicht teilzunehmen. In der Gewehrkiste findet er unerwartet neben der Waffe und einer eisernen Maske mehrere Gegenstände, die sofort verkauft werden. Außerdem wird Siebenkäs Schützenkönig und steht am nächsten „…Morgen als ein Mann auf, der…bare 40 fl. frk. jede Stunde auf den Tisch legen konnte.“
Das zweite Bändchen beschließen zwei Blumenstücke, deren erstes besondere Bekanntheit erlangt hat. Es ist untertitelt als Rede des toten Christus vom Weltgebäude herab, daß kein Gott sei und stellt die atheistische Vorstellung von der Nichtexistenz eines Gottes als einen Albtraum dar.

### Drittes Bändchen
Die Besserung hält nicht lange an. Der eheliche Kleinkrieg setzt sich fort. Zu verschieden sind die Eheleute:
„…er konnte es nicht aus dem Kopf bringen, daß sie einmal, im gerührtesten Zuhören auf seine Kabinettspredigt über Tod und Ewigkeit, ihn denkend, aber unten, anblickte, und endlich sagte: ‚zieh morgen den linken Strumpf nicht an, ich muss ihn erst stopfen‘.“
Lenette zieht es immer mehr zu dem Schulrat hin:
„Den meisten Abbruch tat ihm [Siebenkäs] in Lenettens Herzen jede Unähnlichkeit mit [dem Schulrat]. Der Rat hatte etwas so Langweiliges, so Bedächtiges, Ernsthaftes, Zurückhaltendes, Aufgesteiftes, so Bauschendes, so Schwerfälliges wie diese – drei Zeilen; das gefiel unserer geborenen Haushälterin. Siebenkäs hingegen war den ganzen Tag ein Springhase – sie sagte ihm oft: ‚Die Leute müssen denken, du bist nicht recht gescheut‘, und er versetzte: ‚Bin ichs denn?‘ – Er verhing sein schönes Herz mit der grotesken komischen Larve…“
Siebenkäs leidet unter Herzrhythmusstörungen. Am letzten Tag des Jahres 1785 wandert er in die Natur hinaus, bedenkt sein Leben, sein Leiden, Todesahnungen befallen ihn. Sein Herz wird weich gegen Lenette: „Ich gönn ihrs gern, daß meine Arme vermodernd von ihr fallen, und daß ihr Freund sie in die seinen nimmt.“ Diese Stimmung wird jäh gestört, als er nach Hause kommt. Lenette hatte den Kattunrock versetzt, nachdem Siebenkäs gedroht hatte, anderenfalls werde er mit einem alten Hirschgeweih auf dem Kopf durch die ganze Stadt zum Leihhaus laufen, um es zu verpfänden. Anschließend hatte sich Lenette beim Schulrat ausgeweint. Der stellt Firmian empört zur Rede. Dieser weist Stiefel aus dem Haus. Siebenkäs erkennt, dass Lenettens Lage ohne Stiefels Gesellschaft noch trostloser wird. Er tritt zu ihren Gunsten in die Leichenlotterie ein. Die Erbschaftsklage scheitert wegen eines Formfehlers, ebenso die Appellation. Das Ehepaar verkehrt nur noch schriftlich miteinander. Siebenkäs, der seinen Tod in den nächsten Wochen erwartet, will seiner Frau zu ihrem Geburtstag eine letzte Freude bereiten. Er versetzt seine Uhr und löst ihr den Kattunrock wieder aus. Doch innerlich schließt er mit dem Leben ab.
In dieser trostlosen Lage trifft ein Brief aus Vaduz von Leibgeber mit 50 Talern ein und der Aufforderung, Firmian solle nach „Baireuth“ kommen. Dieser wandert bald los, wenige Tage später erreicht er abends Schloss Fantaisie. Dort begegnet ihm eine rätselhafte Frau. Leibgeber erzählt ihm am nächsten Tag, sie, Natalia Aquiliana, sei die Verlobte des Venners, und er setze alles daran, diese Verlobung zu hintertreiben. Firmian freundet sich mit Natalie an. Die Freunde sprechen auch über die heillos zerrüttete Ehe. Da Siebenkäs eine Scheidung ablehnt, rät ihm Leibgeber stattdessen, zu sterben – um dann als Inspektor in die Dienste des Fürsten von Vaduz zu treten.

### Viertes Bändchen
Siebenkäs kehrt nach Kuhschnappel zurück. Lenette hat sich nun vollständig von ihm abgewandt, denn sie wird von dem rachsüchtigen Venner aufgehetzt. Der macht Firmian für den Bruch seines Verlöbnisses mit Natalie verantwortlich. Der Venner hat den Armenadvokaten in Bayreuth auf Schritt und Tritt beobachten lassen und berichtet Lenette alle Einzelheiten, sogar, dass ihr Ehemann Natalie einmal geküsst hat.
Aber das alles berührt Siebenkäs nicht mehr, er wartet nur noch auf seinen (inszenierten) Tod. Diesen kündigt eine nächtliche Spukerscheinung unfehlbar an: Die verängstigten Hausbewohner gewahren, wie der „tote“ Siebenkäs auf dem Dachboden wandelt. Nur er selbst begrüßt freudig das Gespenst – es ist Leibgeber. Dieser trifft am nächsten Morgen auch offiziell im Hause ein. Alles ist besprochen und vorbereitet, Leibgeber inszeniert und leitet nun den „Tod“ des Armenadvokaten. Firmian erleidet abends vorgeblich einen Schlagfluss, kann aber durch Leibgebers „Medizin“ wieder zum Sprechen gebracht werden, um letztwillige Verfügungen zu treffen: Im Augenblick des Todes soll ihm Leibgeber die eiserne Maske aufs Gesicht legen. Seine Leiche darf nicht der Totenfrau übergeben werden. Außerdem verkündet er, dass er als Toter im Haus des Heimlichers spuken werde, wenn dieser nicht die Erbschaft an seine Witwe auszahle. In der folgenden Nacht „stirbt“ Siebenkäs. Leibgeber wacht allein an der „Leiche“, bis der Sarg geliefert wird. Diesen füllt er mit Steinen, Siebenkäs selbst flieht im Schutz der Dunkelheit.
Bei Bindlach treffen sich die Freunde wieder, in Hof trennen sich die Wege endgültig, Siebenkäs wandert nach Vaduz und tritt unter Leibgebers Namen die Inspektorenstelle an. Ein Brief vom Schulrat an Leibgeber trifft ein: der Heimlicher habe die Erbschaft ausgezahlt, weil Siebenkäsens Gespenst (dahinter steckt Leibgeber) ihn verfolgt hatte, außerdem habe er – Stiefel – des seligen Siebenkäsens Witwe geheiratet, sie sei gesegneten Leibes. Der Graf teilt ihm mit, dass seine Tochter mit ihrer Gesellschafterin Natalie demnächst auf Dauer in Vaduz bleiben wolle. Nun klärt Firmian ihn über seine wahre Identität auf. Aber noch einmal zieht es ihn nach Kuhschnappel, um unerkannt die Stätten seines früheren Lebens sowie Lenette und ihr Kind zu sehen. Von seinem Hotelzimmer aus erblickt er Stiefel mit einem Trauerarmband. Sollte das Kind gestorben sein? Siebenkäs eilt noch in der Nacht auf den Friedhof. Dort findet er Lenettens und ihres Töchterleins Grab. Daneben, vor seinem eigenen Grabstein, kauert eine Gestalt: Natalie, die um ihn trauert. Er offenbart ihr alles. Sie geloben sich, „…im Leben und Tode…“ beieinanderzubleiben.[…] „Und die Leiden unsers Freundes waren vorüber.“ Mit diesen Worten endet der Roman.
Als Vorbild für die Figur des Leibgeber fungierte Jean Pauls Jugendfreund Johann Bernhard Hermann, den er 1779 in Hof kennengelernt hatte.